# Harry Voigt
Harry Voigt (Berlino, 15 giugno 1913 – Barver, 29 ottobre 1986) è stato un velocista tedesco.

## Palmarès

### Olimpiadi
- Bronzo a Berlino 1936 nella staffetta 4×400 metri.